# Cambes-en-Plaine War Cemetery
Cambes-en-Plaine War Cemetery is een Britse militaire begraafplaats met gesneuvelden uit de Tweede Wereldoorlog gelegen in de Franse gemeente Cambes-en-Plaine (departement Calvados). De begraafplaats ligt 400 m ten noorden van het centrum van de gemeente. Ze werd ontworpen door architect Philip Hepworth en heeft een rechthoekig grondplan maar met een “knik” in het voorste gedeelte waar zich de toegang bevindt. Deze toegang bestaat uit een gebogen muur met in het midden vier zuilen die een luifel ondersteunen en drie metalen hekkens. Iets verderop staat op de aslijn het Cross of Sacrifice. De begraafplaats wordt onderhouden door de Commonwealth War Graves Commission.
Er worden 224 doden herdacht.

## Geschiedenis
Het geallieerde eindoffensief startte met de landing in Normandië op 6 juni 1944.
Bij de gevechten die geleverd werden tijdens de Slag om Caen werd een eenheid van de East Riding Yeomanry ter ondersteuning van de 3rd Infantry Division op 9 juni 1944 ten noorden van Caen tot staan gebracht door de Duitse 21 Pantzerdivision. Wegens de hevige Duitse tegenstand duurde het nog een maand vooraleer na verschillende mislukte aanvalspogingen de 3rd Canadian Division de stad definitief kon veroveren.
De oorspronkelijke graven zijn van soldaten die sneuvelden tussen 7 en 10 juni 1944, voornamelijk leden van The Royal Ulster Rifles die toen Cambes-en-Plaine hebben veroverd. De meeste andere slachtoffers vielen tussen 8 en 12 juli 1944 toen de Duitsers uit het noordelijke deel van Caen werden verdreven. Meer dan de helft van de graven behoren tot de South en North Staffordshire regimenten. 
Er rusten nu 224 Britten waarvan 1 niet meer geïdentificeerd kon worden.